# Józef Rostek

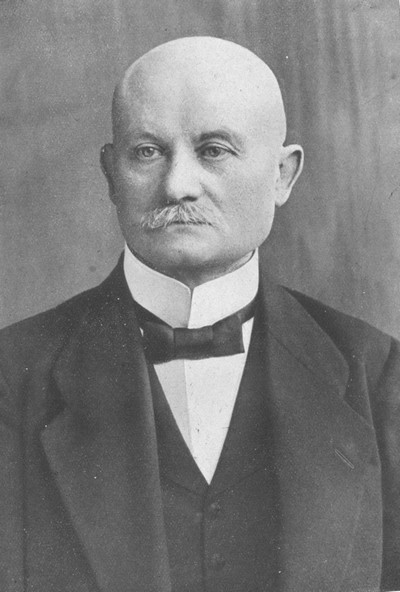

Józef Rostek (ur. 12 listopada 1859 w Wojnowicach k. Raciborza, zm. 28 marca 1929 w Katowicach) – polski lekarz i działacz narodowy w Raciborzu, znany działacz społeczny Górnego Śląska, założyciel kilku stowarzyszeń polskich.
Ukończył szkołę ludową w Wojnowicach (1870), a następnie niemiecką szkołę elementarną i gimnazjum w Raciborzu. W tym okresie pod wpływem prac Józefa Chociszewskiego poczuł się Polakiem. Następnie studiował medycynę najpierw na uniwersytecie wrocławskim, a następnie w Lipsku gdzie w 1885 roku uzyskał stopień doktora na podstawie opublikowanej pracy zatytułowanej Zur Frage der Empyemoperation. Podczas studiów związał się ze środowiskiem polskich akademików, m.in. należał do Towarzystwa Literacko-Słowiańskiego. Był w 1880 współzałożycielem, a następnie w latach 1880–1882 prezesem, a potem od 1886 członkiem honorowym Towarzystwa Górnośląskiego, którego celem była nauka języka polskiego, historii i literatury polskiej. Należał także do Towarzystwa Medycznego Akademików Polaków. Był pierwszym Górnoślązakiem, który otrzymał stypendium Towarzystwa Pomocy Naukowej im. Karola Marcinkowskiego w Poznaniu. Ponadto wspierał go materialnie dr Franciszek Chłapowski.
Po ukończonych studiach medycznych powrócił do Raciborza, gdzie podjął pracę jako lekarz ogólny i położnik. Swoje umiejętności poszerzał praktykując w szpitalach w Chorzowie, Krakowie i Dreźnie. Był uczestnikiem l Zjazdu Chirurgów Polskich w Krakowie (1889). Jednocześnie był aktywny politycznie, będąc przez ponad 30 lat przywódcą ruchu polskiego w południowej części Górnego Śląska. W 1886 założył w Starej Wsi pod Raciborzem polską „Księgarnię Katolicką” i bibliotekę którymi kierował jego brat Ignacy. Założył Śląskie Towarzystwo Pomocy Nauk (1891) i Polskie Towarzystwo Górnośląskie (1888) grupujące młodzież raciborską. Współtwórca wraz z bratem Ignacym pisma Nowiny Raciborskie, którego pierwszy numer ukazał się 3 kwietnia 1889 roku. Czasopismo to miało charakter polski i przyjęło postawę opozycyjną wobec niemieckiej partii Centrum. W 1889 połączył księgarnię z wydawnictwem «Nowin» i prowadzi! je do chwili sprzedaży ich w 1891 pochodzącemu z Wielkopolski Janowi Karolowi Maćkowskiemu. Był ponadto współzałożycielem Banku Ludowego w Raciborzu. Przyczynił się do budowy Polskiego Domu Narodowego «Strzecha” w Raciborzu. Był organizatorem i pierwszym prezesem Towarzystwa Lekarzy Polaków na Śląsku (1908) i Towarzystwa Śpiewaczego „Echo”.
Dzięki niemu Racibórz stał się w tym czasie głównym ośrodkiem polskiego ruchu narodowego na Górnym Śląsku. Został wkrótce przewodniczącym Polskiego Komitetu Wyborczego w Raciborzu (1893). W tym okresie przez krótki czas współpracował z Adamem Napieralskim będącym zwolennikiem ugody z partią Centrum. Z początkiem XX wieku współpracę tę zerwał i związał się z Ligą Narodową. W 1903 bezskutecznie starał się uzyskać mandat do Reichstagu w okręgu Pszczyna-Rybnik. Od 1909 był członkiem zarządu Polskiego Towarzystwa Demokratycznego (endecji) w zaborze pruskim. Był jednym z założycieli polskiego pisma codziennego „Gazety Ludowej” wychodzącego w Katowicach (1911). Był w nim autorem wielu artykułów, podobnie jak w „Nowinach Raciborskich” i „Górnoślązaku”. Współpracował także z krakowską „Nową Reformą”. W 1910 r. był współzałożycielem pierwszej polskiej organizacji turystycznej na Śląsku Cieszyńskim – Polskiego Towarzystwa Turystycznego „Beskid z siedzibą w Cieszynie. Z powodu swej działalności zagrożony aresztowaniem w maju 1914 przeniósł się do Wrocławia, a następnie do Strzelna Kujawskiego, gdzie był dyrektorem szpitala powiatowego (1917-1918).
Po odzyskaniu niepodległości przez Polskę był referentem do spraw położniczych i higieny szkolnej w Ministerstwie Zdrowia Publicznego w Warszawie. Był także członkiem zarządu Polskiego Towarzystwa Pomocy Ofiarom Wojny i Komitetu Zjednoczenia Górnego Śląska z Rzecząpospolitą Polską w Warszawie. Z ramienia Ministerstwa Spraw Zagranicznych w 1920 uczestniczył w pracach komisji nad wytyczeniem granicy między Polską a Czechosłowacją (1920), a potem między Polską a Niemcami (1922). Od listopada 1920 R. organizował publiczną służbę zdrowia na Górnym Śląsku jako kierownik Wydz. Zdrowia Publicznego w Polskim Komisariacie Plebiscytowym w Bytomiu. Podczas III powstania śląskiego był komendantem szpitala polowego w Małej Dąbrówce (obecnie Katowice) i w Świerklańcu. Następnie był Naczelnikiem Wydziału Zdrowia Publicznego w Naczelnej Radzie Ludowej dla Górnego Śląska w Katowicach. W 1922 był członkiem Komitetu Przyjęcia Wojska Polskiego na Śląsku. W pierwszych latach działalności autonomicznego Województwa Śląskiego pełnił funkcję Naczelnika Wydziału Zdrowia Publicznego Urzędu Wojewódzkiego w Katowicach (1922-1929). M.in. na jego wniosek został w 1922 r. powołany w Pszczynie Wojewódzki Zakład Badania Żywności (w 1932 r. przeniesiony do Katowic) – poprzednik obecnej Wojewódzkiej Stacji Sanitarno-Epidemiologicznej w Katowicach. W ogromnej mierze dzięki jego aktywności zorganizowano polską służbę zdrowia w województwie śląskim. Był członkiem wielu polskich stowarzyszeń i organizacji polskich w Katowicach m.in. Towarzystwa Przyjaciół Nauk, Oddziału Śląskiego Polskiego Towarzystwa Przyrodników im. Mikołaja Kopernika, Członek Rady Śląskiego Związku Akademickiego. Ponadto prezesem Koła Przyjaciół Harcerzy, a następnie wiceprezesem Zarządu Oddziału Śląskiego Związku Harcerzy Polskich. Był członkiem honorowym stow. Lekarzy Polskich w Warszawie i Towarzystwa Lekarzy Polaków na Śląsku.

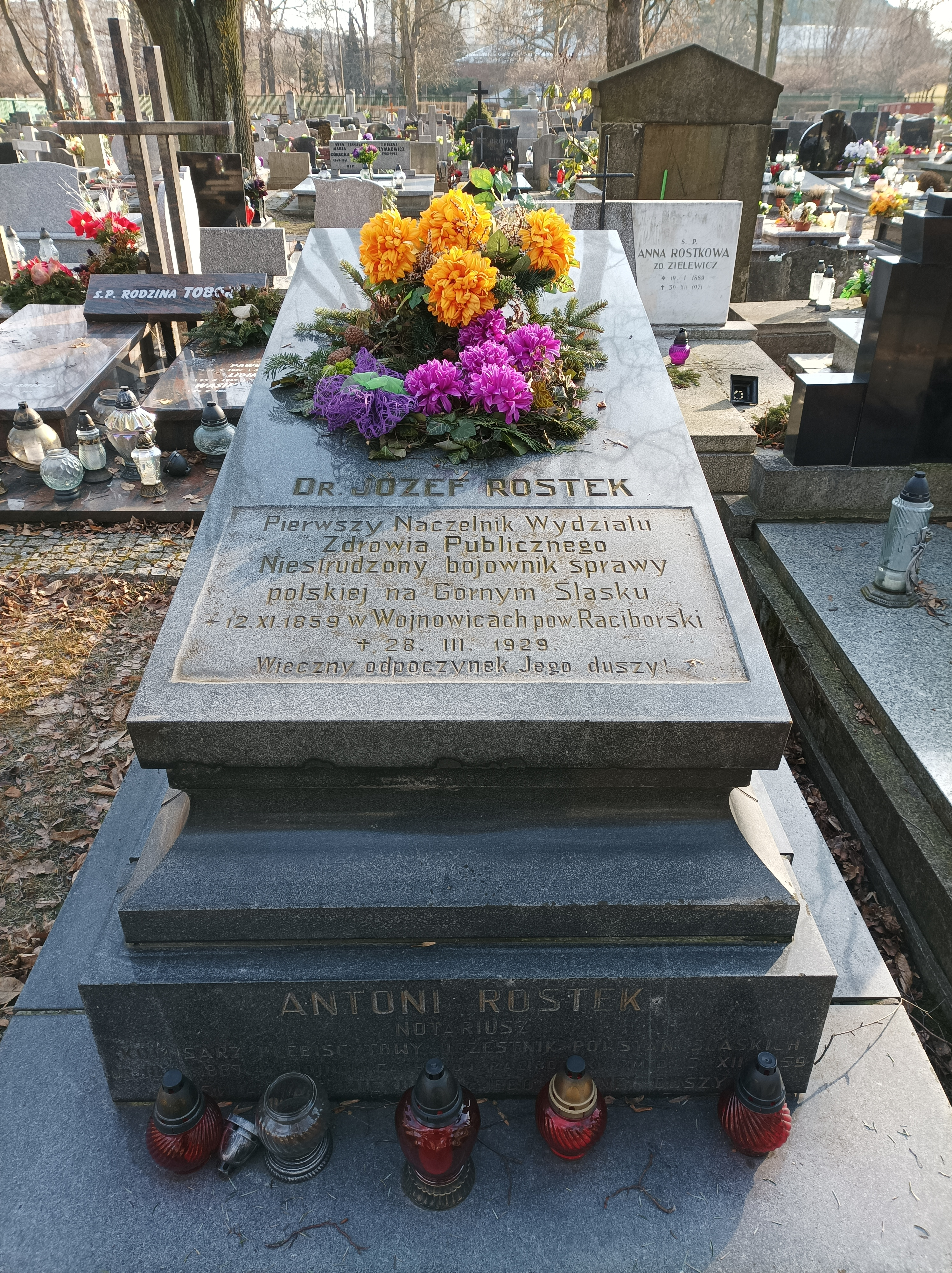
Grób dra Józefa Rostka na cmentarzu przy ul. Francuskiej w Katowicach

## Odznaczenia
- Krzyż Oficerski Orderu Odrodzenia Polski (29 grudnia 1921)[6][7]
- Krzyż na Śląskiej Wstędze Waleczności i Zasługi (1922)

## Życie prywatne
Był synem rolnika Floriana i Franciszki z d. Wyszkoń. Miał braci Ignacego i Stefana. Ożeniony z Ludwiką z Trąmpczyńskich. Małżeństwo było bezdzietne, usynowił więc syna swego brata Stefana – Antoniego, późniejszego prawnika i posła na Sejm RP. Pochowany wraz z nim na cmentarzu przy ul. Francuskiej w Katowicach.

## Upamiętnienia
W hallu „Strzechy” odbudowanej w 1958 w Raciborzu stanęło jego popiersie. Jego imię nosi Szpital Rejonowy w Raciborzu, jedna z ulic tamże, a także plac w Katowicach i ulice w Zabrzu, Prudniku, Bytomiu, Rudzie Śląskiej, Chorzowie i Czerwionce-Leszczynach.